# Giloš

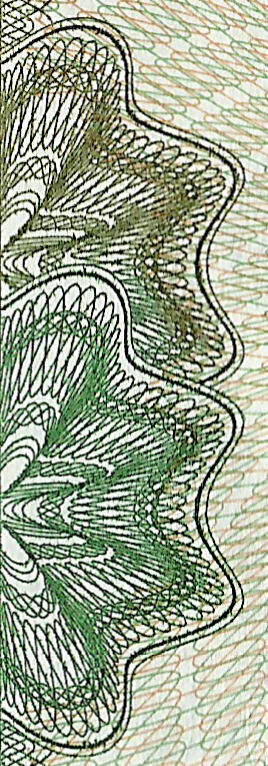
Giloš na bankovce

Giloš (z franc. guilloche) je jemná čárová dekorativní rytina v kovovém podkladu, nejčastěji ornamentálního charakteru. Vytváří se ručně nebo strojově. Používá se zejména na bankovkách, cenných papírech a kolcích jako ochrana proti padělání, dále jako ozdobný prvek na hodinkách, hodinách, špercích a dekorativních předmětech. Přeneseně se používá i pro podobné dekorativní prvky na skle či textiliích.